# Stâncești (okręg Bihor)
Stâncești – wieś w Rumunii, w okręgu Bihor, w gminie Buntești. W 2011 roku liczyła 432 mieszkańców.